# Autobiographie (album)

Autobiographie est le trentième album du chanteur Charles Aznavour, sorti en 1980.

## Histoire
En 1980, l'album devient n° 5 (42 semaines) au classement en France.
Cet album comprend des chansons écrites par Charles Aznavour et Georges Garvarentz. Il est publié à nouveau par EMI en 1998. L'une des chansons, une vie d'amour, est chantée aussi en version russe et devient un succès international en URSS et dans les pays de l'Est.

## Chansons (vinyle)
| 1. | Ça passe           |  |
| 2. | Mon ami, mon Judas |  |
| 3. | Mon émouvant amour |  |
| 4. | Autobiographie     |  |

| 1. | L'Amour Bon Dieu, l'amour |  |
| 2. | Allez! Vaï Marseille!     |  |
| 3. | Je fantasme               |  |
| 4. | Le Souvenir de toi        |  |

## Chansons (CD)
| No  | Titre                               | Durée |
| --- | ----------------------------------- | ----- |
| 1.  | Un corps (bonus)                    |       |
| 2.  | Je ne connais que toi (bonus)       |       |
| 3.  | Ça passe                            |       |
| 4.  | Mon ami, mon Judas                  |       |
| 5.  | Mon émouvant amour                  |       |
| 6.  | Autobiographie                      |       |
| 7.  | L'Amour Bon Dieu, l'amour           |       |
| 8.  | Allez! Vaï Marseille!               |       |
| 9.  | Je fantasme                         |       |
| 10. | Le Souvenir de toi                  |       |
| 11. | Être (bonus)                        |       |
| 12. | Rien moins que l'amour (bonus)      |       |
| 13. | Une vie d'amour (version 1) (bonus) |       |
| 14. | Une vie d'amour (version 2) (bonus) |       |
| 15. | Une vie d'amour (version 3) (bonus) |       |

## Personnel
- Charles Aznavour - Auteur, compositeur, interprète
- Georges Garvarentz - Compositeur
- Dirigé par – Christian Gaubert, Jean Claudric, Paul Mauriat
- Danielle Licari - Voix